# Jérôme Gilland
Pierre Jérôme Gilland, dit à George Sand être né le 18 mai 1815, mais son acte de naissance indique le 25 août 1815 dans un petit village des bords de Marne à Sainte-Aulde au lieu-dit "Le Moncel" (Seine-et-Marne) - il décède le 12 mars 1854 à Château-Thierry (Aisne).

## Biographie
Nourri de l'exemple chrétien de sa mère, il répugnait à toute violence et entendait faire régner l'idéal de justice et d'égalité dont il était épris. Il voyait en le Christ, comme bon nombre de penseurs de son époque, le précurseur des révolutions, comme celle de 1848.
Devenu serrurier à Paris, il lit beaucoup et se passionne pour les questions sociales et politiques qui animent le XIXe siècle. Il prend part aux journées révolutionnaires de février 1848 et perd les élections de l'Assemblée constituante. Il est en revanche élu en 1849 avec 26 308 voix et représente la Seine-et-Marne à l'Assemblée législative. Seul député démocrate socialiste du département, parmi les dix-sept députés de la Montagne, il s'emploie à développer les associations ouvrières nées en 1848 et en rédige une brochure.
Avant que les combats n'aient pris fin, il part mettre ses enfants à l'abri et est appréhendé à son arrivée à Meaux, accusé de venir y prêcher le soulèvement. Incarcéré quelques mois à Meaux, puis à Paris, il écrit en prison Les Conteurs ouvriers, préfacé par George Sand, avec laquelle il entretiendra une longue correspondance. Il l'avait connue grâce à son beau-père Magu, poète-tisserand de Lizy-sur-Ourcq et à son ami Perdiguier chez qui il demeurait, cour de la Bonne-Graine, au faubourg Saint-Antoine.
Très éprouvé par le coup d'État de Napoléon III en 1851, à la suite duquel il est le seul député de la Montagne à ne pas être inquiété par le Gouvernement, il se retire à Château-Thierry où il reprend son activité de serrurier qu'il affectionne. Il donnait lui-même, comme hypothèse à cette clémence insolite, une conversation qu'il avait eue avec Jérôme, l'oncle de Louis-Napoléon, à l'occasion de laquelle ce dernier lui avait déclaré sa concordance de point de vue entre ses idées sociales et celles de Gilland. 
Inhumé dans un caveau provisoire en attendant que soit prête sa sépulture, l'ensevelissement définitif se fit en secret et de nuit, afin d'éviter tout mouvement de foule. Sa tombe, restaurée en 1906 par la ville de Meaux et par le conseil général de Seine-et-Marne, est encore visible dans le cimetière de Château-Thierry. Elle mentionne : « A Pierre Gérôme Gilland, ouvrier serrurier, représentant du peuple à l'Assemblée nationale. Né au Moncel (Seine-et-Marne) le 31 août 1815. »
La tombe de Gilland à Château-Thierry a été restaurée en 1906, par les soins du maire de Meaux et du conseil général de Seine-et-Marne (Petite Gazette de Dammartin, 30 décembre 1906). Dans sa commune de naissance rien ne marque son passage.
Issu par sa branche paternelle d'une famille de bergers, il fut berger lui-même, serrurier, écrivain et poète, membre de l'Assemblée législative et député démocrate socialiste.
G. Sand disait de GILLAND :
... Il parle bien, parce qu'il pense bien, parce qu'il sent vivement. J'ai peu rencontré d'âmes aussi sympathiques et aussi tendrement dévouées à l'humanité que la sienne.

## Sources
- « Jérôme Gilland », dans Adolphe Robert et Gaston Cougny, Dictionnaire des parlementaires français, Edgar Bourloton, 1889-1891 [détail de l’édition]